# We Came Here To Love
We Came Here To Love es el segundo álbum de estudio del cantante francés Sébastien Izambard.
El álbum es lanzado el 27 de septiembre del 2017.
El álbum es un paso natural para el cantante, guitarrista y pianista francés autodidacta, que también produjo el disco. "Ser parte de Il Divo me ha brindado una gran oportunidad de recorrer el mundo y exponerme a todo tipo de música ", dice el tenero Séb Izambard. "Este álbum está muy lejos de lo que cualquiera podría esperar de mí. Quería mostrar un lado de mí que no tiene nada que ver con Il Divo. Antes era artista pop, y es algo que quería hacer y no he hecho en 20 años y ahora es el momento adecuado para hacerlo. Escribí muchas de las canciones y estoy muy emocionado de ponerlo allí para que la gente lo escuche".
El álbum presenta 11 canciones originales escritas o coescritas por Séb y muestra sus influencias eclécticas de The Weeknd, Coldplay, James Blake y Adele, desde el pop y el baile hasta el cruce clásico por el que es conocido con Il Divo.
El primer sencillo del álbum es un tour de force obsesivo y explosivo, convirtiéndolo en una introducción natural al nuevo disco. "Creo que todo sucede por una razón y 'We Came Here To Love' llegó a mi vida en el momento perfecto, como cualquier cosa en la voluntad de Dios. Todos merecemos ser amados desde el momento en que abrimos nuestros ojos al mundo (nacimiento), hasta el momento en que volvemos al polvo (muerte). El amor es para lo que todos prosperamos, podríamos vivir con poca comida pero no sin amor. Mis hijos nunca pidieron entrar en este mundo y sentirse no amados, invisibles o descuidados "Quiero que esta canción ayude a otros a encontrar un rayo de esperanza, de la misma manera que lo hizo cuando escuché por primera vez mi camino para recuperarme de mi vida pasada", dice Séb sobre el primer sencillo del álbum.

## Sencillos
- «We Came Here To Love»
- «Up»
- «Kingdom Come »

## Lista de canciones
| N.º | Título                 | Escritor(es) | Música | Duración |  |
| 1.  | «We Came Here To Love» | S.Izambard   |        |          |  |
| 2.  | «Kingdom Come»         | S.Izambard   |        |          |  |
| 3.  | «Up»                   | S.Izambard   |        |          |  |
| 4.  | «Unchained»            | S.Izambard   |        |          |  |
| 5.  | «Goodbye My Lover»     | S.Izambard   |        |          |  |
| 6.  | «Ashes»                | S.Izambard   |        |          |  |
| 7.  | «Blind Heart»          | S.Izambard   |        |          |  |
| 8.  | «Love Again»           | S.Izambard   |        |          |  |
| 9.  | «Why»                  | S.Izambard   |        |          |  |
| 10. | «Cheer Me Up»          | S.Izambard   |        |          |  |
| 11. | «Easy»                 | S.Izambard   |        |          |  |